# Блосс Тауншип (округ Тайога, Пенсільванія)
Блосс Тауншип (англ. Bloss Township) — селище (англ. township) в США, в окрузі Тайога штату Пенсільванія. Населення — 343 особи (2020).

## Демографія
Згідно з переписом 2010 року, у селищі мешкали 353 особи в 150 домогосподарствах у складі 107 родин. Було 210 помешкань
Расовий склад населення:
| - 100,0 % — білих |

До двох чи більше рас належало 0,0 %. Частка іспаномовних становила 0,0 % від усіх жителів.
За віковим діапазоном населення розподілялося таким чином: 18,4 % — особи молодші 18 років, 64,9 % — особи у віці 18—64 років, 16,7 % — особи у віці 65 років та старші. Медіана віку мешканця становила 48,2 року. На 100 осіб жіночої статі у селищі припадало 98,3 чоловіків;  на 100 жінок у віці від 18 років та старших — 95,9 чоловіків також старших 18 років.
Середній дохід на одне домашнє господарство  становив 60 683 долари США (медіана — 56 250), а середній дохід на одну сім'ю — 64 877 доларів (медіана — 63 438). Медіана доходів становила 63 750 доларів для чоловіків та 23 958 доларів для жінок. За межею бідності перебувало 12,0 % осіб, у тому числі 18,9 % дітей у віці до 18 років та 6,5 % осіб у віці 65 років та старших.
Цивільне працевлаштоване населення становило 226 осіб. Основні галузі зайнятості: освіта, охорона здоров'я та соціальна допомога — 22,1 %, виробництво — 17,3 %, мистецтво, розваги та відпочинок — 14,2 %, сільське господарство, лісництво, риболовля — 11,1 %.